# Pfarrkirche Zederhaus

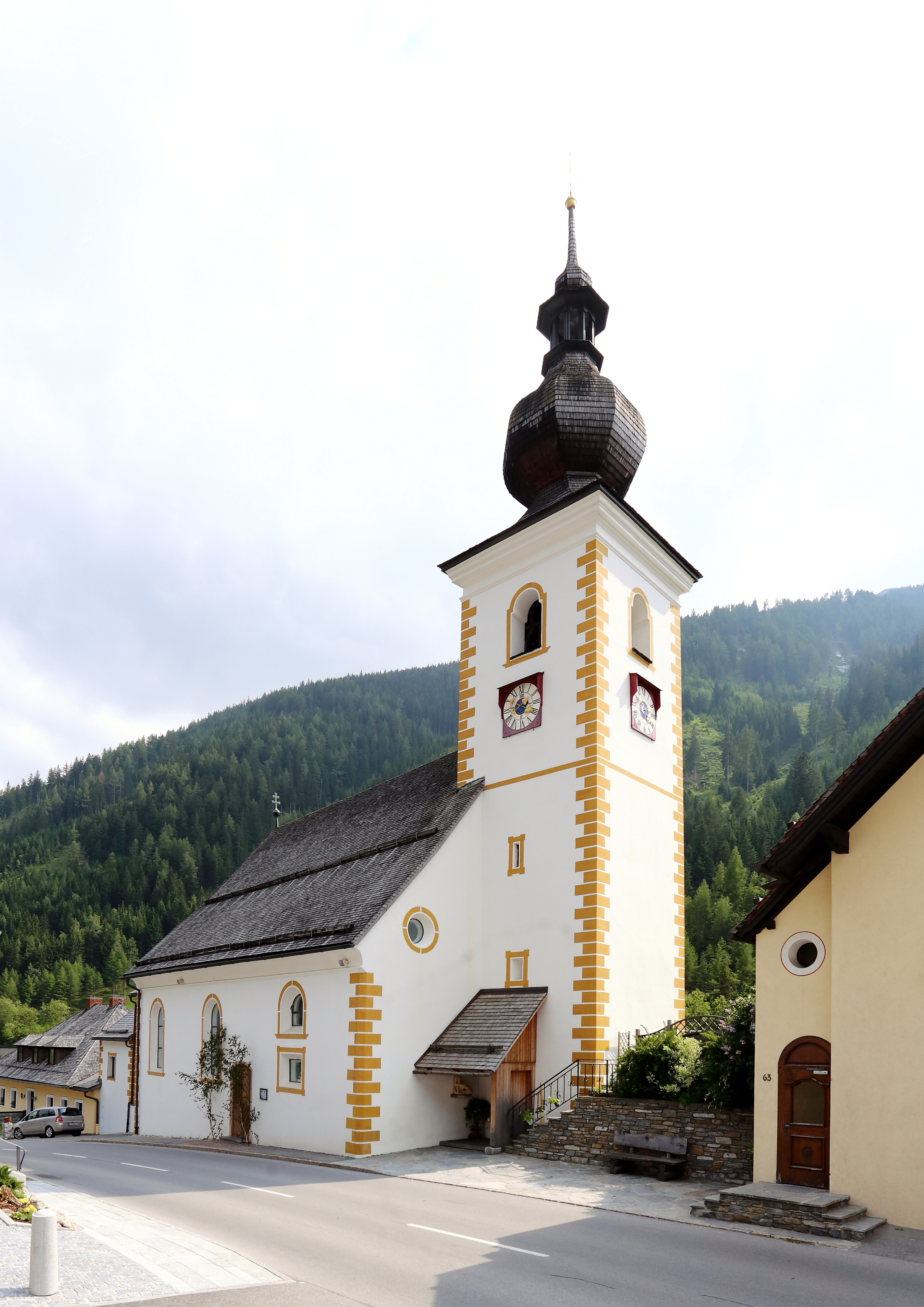
Katholische Pfarrkirche Hll. Johannes der Täufer und Evangelist in Zederhaus

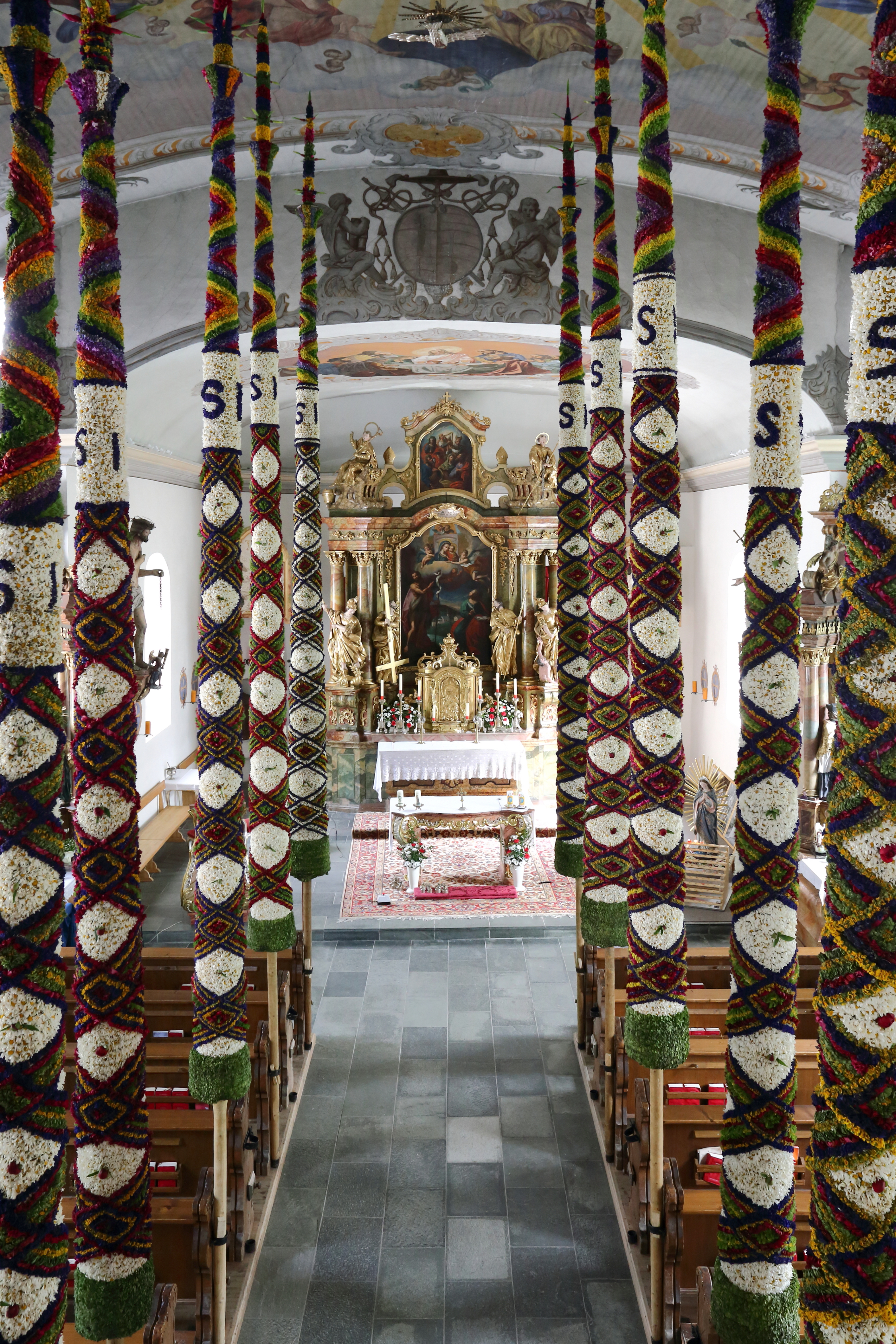
Langhaus, Blick zum Chor

Die römisch-katholische Pfarrkirche Zederhaus steht unmittelbar an der Straße in der Ortschaft der Gemeinde Zederhaus im Bezirk Tamsweg im Land Salzburg. Die dem Patrozinium der Heiligen Johannes der Täufer und Johannes Evangelist unterstellte Pfarrkirche gehört zum Dekanat Tamsweg in der Erzdiözese Salzburg. Die Kirche steht unter Denkmalschutz (Listeneintrag).

## Geschichte
Urkundlich wurde 1445 eine Kirche genannt. 1674 erfolgte ein Neubau der Kirche. Die Kirche wurde 1709 und 1759 umgebaut und erhielt 1772 einen Sakristeianbau. Die Kirche wurde 1929 und 1971 innen und 1975 außen restauriert.
Die Pfarre wurde 1813 gegründet.

## Architektur
Die barocke Dorfkirche erhielt im Osten stufenweise in der Hauptachse Anbauten.
Das Kirchenäußere zeigt ein einschiffiges spätbarockes Langhaus, die Westfront hat Kreisfenster und einen mittig vorgesetzten 1759 erhöhten ungegliederten Turm mit einem nördlichen Rechteckportal, das Glockengeschoß hat rundbogige Schallfenster und schließt mit einem profilierten Gesims ab, der Turm trägt einen Zwiebelhelm mit einer Laterne und einen kleinen Aufsatz. Die Langhaushausseiten haben je drei Rundbogenfenster und nordseitig ein Rechteckportal. Der eingezogene niedrigere Chor hat einen geraden Schluss und Rundbogenfenster, im Osten schließt in halber Chorbreite ein kleiner tiefer gelegener Sakristeibau aus 1772 an, ebendort befindet sich ein Verbindungsgang zum Pfarrhof und südlich am Chor ein weiterer Zubau aus 1972/1973. Wieder weiter östlich tiefer gelegen steht ein leicht ausspringender Anbau und anschließend steht der Pfarrhof. Die Fassaden zeigen eine gemalte Eckquaderung, die Dächer sind mit Holz geschindelt.
Das Kircheninnere zeigt ein dreijochiges Langhaus unter einem flachbogigen Gewölbe über einem umlaufenden profilierten Gesims. Im Westen befindet sich eine Empore mit Säulen und ein flachbogiges Turmportal. Der eingezogene niedrigere Chor unter einer flachbogigen Decke aus 1709 zeigt abgeschrägte Ecken und ein abgestuftes Gesims, in der Ostwand befindet sich der Eingang zum Durchgang zum Pfarrhof.
Die Deckenmalereien schuf Josef Haun 1929, im Langhaus mit Lamm Gottes, Dreifaltigkeit und zahlreichen Heiligen in einem Strahlenkranz und einer ornamentalen Rahmung, an den seitlichen Übergängen mit gemalten Kartuschen mit den Vier Kirchenvätern, im Chor mit dem Letzten Abendmahl.

## Einrichtung
Den spätbarocken Hochaltar mit einem Doppelsäulenaufbau schuf Johann Georg Itzlfeldner 1772/1774, derselbe Künstler schuf auch das Tabernakelrelief Anbetung der Könige. Das Hochaltarblatt zeigt Zederhaus unter dem Schutz von Maria vom Guten Rat und unterhalb die Heiligen Johannes der Täufer und Evangelist, das Oberbild zeigt die Heilige Sippe und David und Zacharias.
Die Kanzel nach einem Entwurf von Andrä Eisl entstand 1741.
Die Orgel baute Albert Mauracher 1896.

## Grabdenkmäler
- An der rechten Chorwand zu Franz Kaspar Itzlfeldner 1774, zu Bonefacius Mayer 1788 und Joseph Wolfgang Murauer 1797.